# You Can’t Win (песня)
You Can’t Win — песня, написанная Чарли Смоллзом и исполненная американским артистом Майклом Джексоном в мюзикле «Виз», основанном на бродвейском мюзикле 1975 года «Волшебник страны Оз».
После записи оригинальной версии саундтрека Майкл Джексон и Куинси Джонс вернулись в студию и перезаписали трек. Именно эта версия была выпущена в январе 1979 года в качестве второго сингла с альбома The Wiz: Original Motion Picture Soundtrack после выхода песни «Ease On Down the Road» в 1978 году. Это был первый сольный сингл Майкла на Epic Records. 7-дюймовая версия разделила песню на две части: «Часть 1» находилась на стороне «A», «Часть 2» — на стороне «Б»; полноформатная версия была выпущена как 12-дюймовый сингл и позже вошла в Michael Jackson: The Ultimate Collection в 2004 году.
В 1982 году «Часть 2» «You Can’t Win», в которой Джексон неоднократно поёт строчку «Can’t get outta the game», была вокально перезаписана. Получившийся трек получил название «Can’t Get Outta the Rain» (слово «game» было заменено на слово «rain»). Он появился на стороне «Б» песни «The Girl Is Mine», первого сингла из знакового альбома Джексона Thriller.

## Список композиций
Ограниченное издание — 7-дюймовый сингл
| №  | Название                  | Длительность |
| -- | ------------------------- | ------------ |
| 1. | «You Can’t Win (Часть 1)» | 3:43         |

| №  | Название                  | Длительность |
| -- | ------------------------- | ------------ |
| 1. | «You Can’t Win (Часть 2)» | 2:58         |

## Особенности композиции
Изначально песня была написана и исполнена до Бродвейского мюзикла в 1974 году в Балтиморе в исполнении хора жевунов, рабов Злой ведьмы Востока. Номер был сокращён, чтобы мюзикл был поставлен до официального открытия на Бродвее. Продюсеры использовали эту песню в качестве сольного номера для Майкла Джексона, чтобы заменить «I Was Born on the Day Before Yesterday», которая была сольным номером Страшилы в Бродвейском мюзикле. «You Can’t Win» и соответствующая ему сцена в фильме намекают на жестокое обращение с афроамериканцами. В своей автобиографии 1988 года Лунная походка Джексон заявил, что текст песни рассказывает о чувствах унижения и беспомощности, которые, по его словам, многие люди испытали в какой-то момент своей жизни.
«You Can’t Win» начинается со слов: «Ты не можешь победить, ты не можешь свести концы с концами, и ты не можешь выйти из игры». Уильям Ф. Браун, написавший книгу для бродвейского мюзикла, заявил, что такие куплеты превратили «You Can’t Win» в «песню про чёрных». В музыкальном плане трек был описан как R&B, поп и соул Рене Грэм из The Boston Globe. Размер песни — 4/4, темп — 80 ударов в минуту. Композиция написана в тональности ми мажор с диапазоном от B3 до C♯5.

## В фильме «Виз»
Сцена, во время которой играет песня в фильме «Виз», начинается с того, что Дороти Гейл (играет Дайана Росс) натыкается на Страшилу, которого дразнят вороны, пока оно висит на шесте. Дороти остаётся в укрытии, пока вороны насмехаются над просящим оставить его в покое пугалом. Они заявляют, что он останется на шесте, потому что это его роль, и ему не за чем спускаться. Вороны говорят Страшиле, что даже если его спустят на землю, он не сможет ходить, потому что является «соломенным чучелом». Птицы просят Страшилу спеть «You Can’t Win». После окончания песни Дороти выходит из укрытия и освобождает пугало от шеста. Затем они танцуют, спускаясь по дороге, вымощенной жёлтым кирпичом, и напевают «Ease On Down the Road» по пути.

## Критика
«You Can’t Win» получила положительные отзывы музыкальных критиков.
Журналист из Kansas City Star сказал, что эта песня — лучшая в фильме.
Кенни Мак из Santa Monica Daily Press заявил, что «знаменитая уязвимость Джексона и сила его голоса в треке идеально сочетаются с актёрским составом в фильме».
The Boston Globe заявила в 2005 году: «На середине песни Майкл издаёт возглас, и мелодия превращается из сахарного поп-соула в настоящее R&B-наслаждение, приправленное рогами и хлопками в ладоши, такими же фанковыми и раскованными, как всё, что когда-либо делал Джексон».
Писатель Джефф Браун в своей книге Майкл Джексон: жизнь в музыке написал, что исполнение «You Can’t Win» в «Визе» было «одним из немногих ярких моментов в унылом ремейке Волшебника страны Оз».
Марго Джефферсон написала в биографии О Майкле Джексоне: «Майкл спел эту песню в фильме с отчаянием. Мучения кажутся искренними. Это болезненная сцена».
После смерти Джексона в 2009 году Эдмунд У. Льюис из The Louisiana Weekly сказал, что он «до сих пор поражён качеством исполнения роли Джексоном в фильме. В облике Страшилы он чертовски хорошо спел эту песню». 

## Наследие
«You Can’t Win» неоднократно исполнялась на выступлениях и звучала в других фильмах.
В фантастическом кино 1982 года «Инопланетянин» отрывок из этой песни звучит в автомобильном радиоприёмнике.
В 2001 году Джилл Скотт исполнила композицию во время празднования 30-летия сольной карьеры Майкла Джексона.
В 2003 году, во время второго сезона шоу «Американский идол», участник Чарльз Григсби спел «You Can’t Win» на тематическом вечере, посвящённом фильмам. Обозреватель Entertainment Weekly сказал, что выбор песни был «странно подходящим», поскольку после выступления участник был исключён из конкурса.
Антуан Смит и Тавон Олдс-Сэмп исполнили трек в записи мюзикла «Музыкальный автомат» для «MJ the Musical».
Спустя десятилетия после выхода песни Уильям Ф. Браун заявил, что она была исключена из его театральных постановок «Волшебника страны Оз». Он объяснил это тем, что мюзикл был шоу не для чернокожих, а для всех. Уильям Ф. Браун заявил:
«You Can’t Win» больше не актуальна, всё изменилось. Чернокожие могут побеждать.

## Позиции в чартах
| Чарт (1979)                           | Позиция |
| ------------------------------------- | ------- |
| США Billboard Hot 100                 | 81      |
| США Hot R&B/Hip-Hop Songs (Billboard) | 42      |